# Đặng Văn Lãnh
Đặng Văn Lãnh (1933-1972) là một nhà cách mạng Việt Nam, được truy tặng danh hiệu Anh hùng Lực lượng vũ trang nhân dân vào ngày 6 tháng 11 năm 1978. Anh từng là Đội trưởng đội công tác xã Phong Nẫm, Phan Thiết.
Anh là người dân tộc Kinh, quê ở phường Phú Trinh, thị xã Phan Thiết (nay là thành phố Phan Thiết), Bình Thuận.
Để ghi nhớ những công lao của anh, Chính quyền thành phố Phan Thiết đã lấy tên anh đặt cho một con đường trong thành phố này.